# Elezioni politiche in Italia del 1976 per circoscrizione (Camera dei deputati)
Le elezioni politiche in Italia del 1976 nelle circoscrizioni della Camera dei deputati videro i seguenti risultati.

## Risultati

### Circoscrizione Torino-Novara-Vercelli
| Liste                                         | Voti      | %     | Seggi |
| --------------------------------------------- | --------- | ----- | ----- |
| Partito Comunista Italiano                    | 865 252   | 38,21 | 15    |
| Democrazia Cristiana                          | 741 841   | 32,76 | 13    |
| Partito Socialista Italiano                   | 231 557   | 10,23 | 4     |
| Partito Socialista Democratico Italiano       | 99 971    | 4,41  | 1     |
| Movimento Sociale Italiano - Destra Nazionale | 91 881    | 4,06  | 1     |
| Partito Repubblicano Italiano                 | 89 592    | 3,96  | 1     |
| Partito Liberale Italiano                     | 61 488    | 2,72  | 1     |
| Democrazia Proletaria                         | 42 037    | 1,86  | 1     |
| Partito Radicale                              | 38 840    | 1,72  | 1     |
| Partito Operaio Europeo                       | 1 979     | 0,09  | –     |
| Totale                                        | 2 264 438 | 100   | 38    |

### Circoscrizione Cuneo-Alessandria-Asti
| Liste                                         | Voti    | %     | Seggi |
| --------------------------------------------- | ------- | ----- | ----- |
| Democrazia Cristiana                          | 384 340 | 43,20 | 7     |
| Partito Comunista Italiano                    | 252 169 | 28,34 | 5     |
| Partito Socialista Italiano                   | 84 641  | 9,51  | 1     |
| Partito Socialista Democratico Italiano       | 48 455  | 5,45  | 1     |
| Partito Repubblicano Italiano                 | 34 398  | 3,87  | 1     |
| Partito Liberale Italiano                     | 32 996  | 3,71  | 1     |
| Movimento Sociale Italiano - Destra Nazionale | 25 886  | 2,91  | –     |
| Democrazia Proletaria                         | 15 638  | 1,76  | –     |
| Partito Radicale                              | 11 177  | 1,26  | –     |
| Totale                                        | 889 700 | 100   | 16    |

### Circoscrizione Genova-Imperia-La Spezia-Savona
| Liste                                         | Voti      | %     | Seggi |
| --------------------------------------------- | --------- | ----- | ----- |
| Partito Comunista Italiano                    | 527 236   | 39,08 | 9     |
| Democrazia Cristiana                          | 464 575   | 34,44 | 8     |
| Partito Socialista Italiano                   | 147 571   | 10,94 | 2     |
| Movimento Sociale Italiano - Destra Nazionale | 58 672    | 4,35  | 1     |
| Partito Repubblicano Italiano                 | 51 670    | 3,83  | 1     |
| Partito Socialista Democratico Italiano       | 39 972    | 2,96  | –     |
| Partito Liberale Italiano                     | 24 064    | 1,78  | –     |
| Partito Radicale                              | 20 484    | 1,52  | 1     |
| Democrazia Proletaria                         | 14 089    | 1,04  | –     |
| Nuovo Partito Popolare                        | 724       | 0,05  | –     |
| Totale                                        | 1 349 057 | 100   | 22    |

### Circoscrizione Milano-Pavia
| Liste                                         | Voti      | %     | Seggi |
| --------------------------------------------- | --------- | ----- | ----- |
| Partito Comunista Italiano                    | 1 113 369 | 35,83 | 19    |
| Democrazia Cristiana                          | 1 092 254 | 35,15 | 19    |
| Partito Socialista Italiano                   | 368 246   | 11,85 | 6     |
| Movimento Sociale Italiano - Destra Nazionale | 132 163   | 4,25  | 2     |
| Partito Repubblicano Italiano                 | 127 019   | 4,09  | 2     |
| Partito Socialista Democratico Italiano       | 98 173    | 3,16  | 1     |
| Democrazia Proletaria                         | 79 933    | 2,57  | 1     |
| Partito Radicale                              | 49 423    | 1,59  | 1     |
| Partito Liberale Italiano                     | 44 883    | 1,44  | 1     |
| Partito Operaio Europeo                       | 2 184     | 0,07  | –     |
| Totale                                        | 3 107 647 | 100   | 52    |

### Circoscrizione Como-Sondrio-Varese
| Liste                                         | Voti      | %     | Seggi |
| --------------------------------------------- | --------- | ----- | ----- |
| Democrazia Cristiana                          | 515 915   | 45,43 | 9     |
| Partito Comunista Italiano                    | 308 481   | 27,17 | 5     |
| Partito Socialista Italiano                   | 134 459   | 11,84 | 2     |
| Partito Socialista Democratico Italiano       | 42 539    | 3,75  | –     |
| Movimento Sociale Italiano - Destra Nazionale | 41 224    | 3,63  | 1     |
| Partito Repubblicano Italiano                 | 37 849    | 3,33  | 1     |
| Democrazia Proletaria                         | 23 152    | 2,04  | 1     |
| Partito Liberale Italiano                     | 20 029    | 1,76  | –     |
| Partito Radicale                              | 11 886    | 1,05  | –     |
| Totale                                        | 1 135 534 | 100   | 19    |

### Circoscrizione Brescia-Bergamo
| Liste                                         | Voti      | %     | Seggi |
| --------------------------------------------- | --------- | ----- | ----- |
| Democrazia Cristiana                          | 654 729   | 53,24 | 12    |
| Partito Comunista Italiano                    | 283 537   | 23,06 | 5     |
| Partito Socialista Italiano                   | 125 910   | 10,24 | 2     |
| Movimento Sociale Italiano - Destra Nazionale | 40 992    | 3,33  | 1     |
| Partito Socialista Democratico Italiano       | 40 977    | 3,33  | –     |
| Democrazia Proletaria                         | 29 383    | 2,39  | 1     |
| Partito Repubblicano Italiano                 | 25 901    | 2,11  | –     |
| Partito Liberale Italiano                     | 16 900    | 1,37  | –     |
| Partito Radicale                              | 11 334    | 0,92  | –     |
| Totale                                        | 1 229 663 | 100   | 21    |

### Circoscrizione Mantova-Cremona
| Liste                                         | Voti    | %     | Seggi |
| --------------------------------------------- | ------- | ----- | ----- |
| Democrazia Cristiana                          | 197 938 | 38,50 | 4     |
| Partito Comunista Italiano                    | 187 274 | 36,43 | 3     |
| Partito Socialista Italiano                   | 69 329  | 13,49 | 1     |
| Movimento Sociale Italiano - Destra Nazionale | 19 485  | 3,79  | –     |
| Partito Socialista Democratico Italiano       | 15 328  | 2,98  | –     |
| Partito Repubblicano Italiano                 | 9 577   | 1,86  | –     |
| Democrazia Proletaria                         | 6 482   | 1,26  | –     |
| Partito Radicale                              | 4 502   | 0,88  | –     |
| Partito Liberale Italiano                     | 4 169   | 0,81  | –     |
| Totale                                        | 514 084 | 100   | 8     |

### Circoscrizione Trento-Bolzano
| Liste                                         | Voti    | %     | Seggi |
| --------------------------------------------- | ------- | ----- | ----- |
| Democrazia Cristiana                          | 186 190 | 32,82 | 4     |
| Partito Popolare Sud Tirolese                 | 184 375 | 32,50 | 3     |
| Partito Comunista Italiano                    | 74 822  | 13,19 | 1     |
| Partito Socialista Italiano                   | 44 681  | 7,87  | 1     |
| Partito Repubblicano Italiano                 | 15 319  | 2,70  | –     |
| Movimento Sociale Italiano - Destra Nazionale | 14 661  | 2,58  | –     |
| Partito Socialista Democratico Italiano       | 14 062  | 2,48  | –     |
| Democrazia Proletaria                         | 13 030  | 2,30  | –     |
| Tirol                                         | 7 664   | 1,35  | –     |
| Partito Radicale                              | 6 960   | 1,23  | –     |
| Partito Liberale Italiano                     | 5 618   | 0,99  | –     |
| Totale                                        | 567 382 | 100   | 9     |

### Circoscrizione Verona-Padova-Vicenza-Rovigo
| Liste                                         | Voti      | %     | Seggi |
| --------------------------------------------- | --------- | ----- | ----- |
| Democrazia Cristiana                          | 942 301   | 55,53 | 16    |
| Partito Comunista Italiano                    | 362 442   | 21,36 | 6     |
| Partito Socialista Italiano                   | 162 179   | 9,56  | 3     |
| Partito Socialista Democratico Italiano       | 62 073    | 3,66  | 1     |
| Movimento Sociale Italiano - Destra Nazionale | 59 347    | 3,50  | 1     |
| Partito Repubblicano Italiano                 | 47 162    | 2,78  | 1     |
| Democrazia Proletaria                         | 23 344    | 1,38  | –     |
| Partito Liberale Italiano                     | 19 343    | 1,14  | –     |
| Partito Radicale                              | 17 789    | 1,05  | –     |
| Nuovo Partito Popolare                        | 954       | 0,06  | –     |
| Totale                                        | 1 696 934 | 100   | 28    |

### Circoscrizione Venezia-Treviso
| Liste                                         | Voti      | %     | Seggi |
| --------------------------------------------- | --------- | ----- | ----- |
| Democrazia Cristiana                          | 466 092   | 45,52 | 8     |
| Partito Comunista Italiano                    | 284 076   | 27,74 | 5     |
| Partito Socialista Italiano                   | 118 756   | 11,60 | 2     |
| Partito Socialista Democratico Italiano       | 47 434    | 4,63  | 1     |
| Partito Repubblicano Italiano                 | 35 107    | 3,43  | –     |
| Movimento Sociale Italiano - Destra Nazionale | 30 778    | 3,01  | –     |
| Democrazia Proletaria                         | 18 552    | 1,81  | –     |
| Partito Radicale                              | 11 925    | 1,16  | –     |
| Partito Liberale Italiano                     | 10 709    | 1,05  | –     |
| Nuovo Partito Popolare                        | 496       | 0,05  | –     |
| Totale                                        | 1 023 925 | 100   | 16    |

### Circoscrizione Udine-Belluno-Gorizia-Pordenone
| Liste                                         | Voti    | %     | Seggi |
| --------------------------------------------- | ------- | ----- | ----- |
| Democrazia Cristiana                          | 365 838 | 44,37 | 6     |
| Partito Comunista Italiano                    | 209 269 | 25,38 | 4     |
| Partito Socialista Italiano                   | 106 703 | 12,94 | 2     |
| Partito Socialista Democratico Italiano       | 54 864  | 6,65  | 1     |
| Movimento Sociale Italiano - Destra Nazionale | 32 779  | 3,98  | –     |
| Partito Repubblicano Italiano                 | 27 222  | 3,30  | –     |
| Democrazia Proletaria                         | 14 609  | 1,77  | –     |
| Partito Liberale Italiano                     | 9 831   | 1,19  | –     |
| Unione Slovena                                | 3 433   | 0,42  | –     |
| Totale                                        | 824 548 | 100   | 13    |

### Circoscrizione Bologna-Ferrara-Ravenna-Forlì
| Liste                                         | Voti      | %     | Seggi |
| --------------------------------------------- | --------- | ----- | ----- |
| Partito Comunista Italiano                    | 819 224   | 49,23 | 14    |
| Democrazia Cristiana                          | 430 104   | 25,85 | 7     |
| Partito Socialista Italiano                   | 147 273   | 8,85  | 2     |
| Partito Repubblicano Italiano                 | 99 783    | 6,00  | 2     |
| Partito Socialista Democratico Italiano       | 63 054    | 3,79  | 1     |
| Movimento Sociale Italiano - Destra Nazionale | 52 331    | 3,14  | 1     |
| Partito Radicale                              | 18 263    | 1,10  | –     |
| Partito Liberale Italiano                     | 15 749    | 0,95  | –     |
| Democrazia Proletaria                         | 15 542    | 0,93  | –     |
| Partito Democratico                           | 2 797     | 0,17  | –     |
| Totale                                        | 1 664 120 | 100   | 27    |

### Circoscrizione Parma-Modena-Piacenza-Reggio nell'Emilia
| Liste                                         | Voti      | %     | Seggi |
| --------------------------------------------- | --------- | ----- | ----- |
| Partito Comunista Italiano                    | 579 845   | 47,53 | 10    |
| Democrazia Cristiana                          | 390 179   | 31,98 | 6     |
| Partito Socialista Italiano                   | 110 022   | 9,02  | 2     |
| Partito Socialista Democratico Italiano       | 47 460    | 3,89  | 1     |
| Movimento Sociale Italiano - Destra Nazionale | 34 863    | 2,86  | –     |
| Partito Repubblicano Italiano                 | 23 605    | 1,93  | –     |
| Democrazia Proletaria                         | 13 139    | 1,08  | –     |
| Partito Radicale                              | 10 684    | 0,88  | –     |
| Partito Liberale Italiano                     | 10 157    | 0,83  | –     |
| Totale                                        | 1 219 954 | 100   | 19    |

### Circoscrizione Firenze-Pistoia
| Liste                                         | Voti      | %     | Seggi |
| --------------------------------------------- | --------- | ----- | ----- |
| Partito Comunista Italiano                    | 529 458   | 50,37 | 9     |
| Democrazia Cristiana                          | 319 031   | 30,35 | 5     |
| Partito Socialista Italiano                   | 91 952    | 8,75  | 1     |
| Movimento Sociale Italiano - Destra Nazionale | 32 312    | 3,07  | –     |
| Partito Repubblicano Italiano                 | 25 142    | 2,39  | –     |
| Partito Socialista Democratico Italiano       | 23 929    | 2,28  | –     |
| Democrazia Proletaria                         | 13 220    | 1,26  | –     |
| Partito Radicale                              | 10 117    | 0,96  | –     |
| Partito Liberale Italiano                     | 6 011     | 0,57  | –     |
| Totale                                        | 1 051 172 | 100   | 15    |

### Circoscrizione Pisa-Livorno-Lucca-Massa Carrara
| Liste                                         | Voti    | %     | Seggi |
| --------------------------------------------- | ------- | ----- | ----- |
| Partito Comunista Italiano                    | 406 341 | 42,79 | 7     |
| Democrazia Cristiana                          | 321 240 | 33,83 | 6     |
| Partito Socialista Italiano                   | 101 642 | 10,70 | 1     |
| Movimento Sociale Italiano - Destra Nazionale | 39 043  | 4,11  | –     |
| Partito Repubblicano Italiano                 | 31 167  | 3,28  | –     |
| Partito Socialista Democratico Italiano       | 24 803  | 2,61  | –     |
| Democrazia Proletaria                         | 12 275  | 1,29  | –     |
| Partito Radicale                              | 7 439   | 0,78  | –     |
| Partito Liberale Italiano                     | 5 652   | 0,60  | –     |
| Totale                                        | 949 602 | 100   | 14    |

### Circoscrizione Siena-Arezzo-Grosseto
| Liste                                         | Voti    | %     | Seggi |
| --------------------------------------------- | ------- | ----- | ----- |
| Partito Comunista Italiano                    | 293 040 | 49,92 | 5     |
| Democrazia Cristiana                          | 172 999 | 29,47 | 3     |
| Partito Socialista Italiano                   | 60 510  | 10,31 | 1     |
| Movimento Sociale Italiano - Destra Nazionale | 20 179  | 3,44  | –     |
| Partito Repubblicano Italiano                 | 14 896  | 2,54  | –     |
| Partito Socialista Democratico Italiano       | 11 675  | 1,99  | –     |
| Democrazia Proletaria                         | 7 294   | 1,24  | –     |
| Partito Radicale                              | 3 605   | 0,61  | –     |
| Partito Liberale Italiano                     | 2 874   | 0,49  | –     |
| Totale                                        | 587 072 | 100   | 9     |

### Circoscrizione Ancona-Pesaro-Macerata-Ascoli Piceno
| Liste                                         | Voti    | %     | Seggi |
| --------------------------------------------- | ------- | ----- | ----- |
| Partito Comunista Italiano                    | 389 556 | 39,88 | 7     |
| Democrazia Cristiana                          | 381 223 | 39,03 | 7     |
| Partito Socialista Italiano                   | 80 877  | 8,28  | 1     |
| Movimento Sociale Italiano - Destra Nazionale | 39 079  | 4,00  | 1     |
| Partito Repubblicano Italiano                 | 33 588  | 3,44  | –     |
| Partito Socialista Democratico Italiano       | 27 957  | 2,86  | –     |
| Democrazia Proletaria                         | 10 826  | 1,11  | –     |
| Partito Radicale                              | 7 035   | 0,72  | –     |
| Partito Liberale Italiano                     | 6 560   | 0,67  | –     |
| Totale                                        | 976 701 | 100   | 16    |

### Circoscrizione Perugia-Terni-Rieti
| Liste                                         | Voti    | %     | Seggi |
| --------------------------------------------- | ------- | ----- | ----- |
| Partito Comunista Italiano                    | 303 770 | 45,15 | 6     |
| Democrazia Cristiana                          | 215 618 | 32,05 | 4     |
| Partito Socialista Italiano                   | 74 571  | 11,08 | 1     |
| Movimento Sociale Italiano - Destra Nazionale | 37 182  | 5,53  | 1     |
| Partito Repubblicano Italiano                 | 17 046  | 2,53  | –     |
| Partito Socialista Democratico Italiano       | 11 008  | 1,64  | –     |
| Democrazia Proletaria                         | 6 446   | 0,96  | –     |
| Partito Radicale                              | 3 865   | 0,57  | –     |
| Partito Liberale Italiano                     | 3 054   | 0,45  | –     |
| Nuovo Partito Popolare                        | 277     | 0,04  | –     |
| Totale                                        | 672 837 | 100   | 12    |

### Circoscrizione Roma-Viterbo-Latina-Frosinone
| Liste                                         | Voti      | %     | Seggi |
| --------------------------------------------- | --------- | ----- | ----- |
| Partito Comunista Italiano                    | 1 138 531 | 36,04 | 20    |
| Democrazia Cristiana                          | 1 127 263 | 35,68 | 19    |
| Movimento Sociale Italiano - Destra Nazionale | 298 643   | 9,45  | 5     |
| Partito Socialista Italiano                   | 240 205   | 7,60  | 4     |
| Partito Socialista Democratico Italiano       | 105 134   | 3,33  | 2     |
| Partito Repubblicano Italiano                 | 104 961   | 3,32  | 2     |
| Partito Radicale                              | 57 709    | 1,83  | 1     |
| Democrazia Proletaria                         | 44 528    | 1,41  | 1     |
| Partito Liberale Italiano                     | 38 581    | 1,22  | 1     |
| Nuovo Partito Popolare                        | 2 267     | 0,07  | –     |
| Partito Operaio Europeo                       | 1 359     | 0,04  | –     |
| Totale                                        | 3 159 181 | 100   | 55    |

### Circoscrizione L'Aquila-Pescara-Chieti-Teramo
| Liste                                         | Voti    | %     | Seggi |
| --------------------------------------------- | ------- | ----- | ----- |
| Democrazia Cristiana                          | 349 123 | 44,20 | 7     |
| Partito Comunista Italiano                    | 275 536 | 34,88 | 5     |
| Partito Socialista Italiano                   | 61 325  | 7,76  | 1     |
| Movimento Sociale Italiano - Destra Nazionale | 50 011  | 6,33  | 1     |
| Partito Socialista Democratico Italiano       | 19 943  | 2,52  | –     |
| Partito Repubblicano Italiano                 | 13 744  | 1,74  | –     |
| Democrazia Proletaria                         | 10 308  | 1,30  | –     |
| Partito Liberale Italiano                     | 5 083   | 0,64  | –     |
| Partito Radicale                              | 4 865   | 0,62  | –     |
| Totale                                        | 789 938 | 100   | 14    |

### Circoscrizione Campobasso-Isernia
| Liste                                         | Voti    | %     | Seggi |
| --------------------------------------------- | ------- | ----- | ----- |
| Democrazia Cristiana                          | 103 396 | 50,71 | 3     |
| Partito Comunista Italiano                    | 52 956  | 25,97 | 1     |
| Partito Socialista Italiano                   | 13 618  | 6,68  | –     |
| Movimento Sociale Italiano - Destra Nazionale | 12 188  | 5,98  | –     |
| Partito Socialista Democratico Italiano       | 7 349   | 3,60  | –     |
| Partito Repubblicano Italiano                 | 6 220   | 3,05  | –     |
| Partito Liberale Italiano                     | 3 885   | 1,91  | –     |
| Democrazia Proletaria                         | 3 266   | 1,60  | –     |
| Partito Radicale                              | 1 000   | 0,49  | –     |
| Totale                                        | 203 878 | 100   | 4     |

### Circoscrizione Napoli-Caserta
| Liste                                         | Voti      | %     | Seggi |
| --------------------------------------------- | --------- | ----- | ----- |
| Democrazia Cristiana                          | 739 177   | 36,28 | 15    |
| Partito Comunista Italiano                    | 730 693   | 35,86 | 14    |
| Movimento Sociale Italiano - Destra Nazionale | 233 566   | 11,46 | 4     |
| Partito Socialista Italiano                   | 146 968   | 7,21  | 3     |
| Partito Socialista Democratico Italiano       | 59 694    | 2,93  | 1     |
| Partito Repubblicano Italiano                 | 53 408    | 2,62  | 1     |
| Democrazia Proletaria                         | 32 127    | 1,58  | 1     |
| Partito Liberale Italiano                     | 22 311    | 1,09  | –     |
| Partito Radicale                              | 16 429    | 0,81  | –     |
| Partito della Sinistra Democratica            | 1 757     | 0,09  | –     |
| Nuovo Partito Popolare                        | 1 420     | 0,07  | –     |
| Totale                                        | 2 037 550 | 100   | 39    |

### Circoscrizione Benevento-Avellino-Salerno
| Liste                                         | Voti      | %     | Seggi |
| --------------------------------------------- | --------- | ----- | ----- |
| Democrazia Cristiana                          | 467 888   | 45,96 | 9     |
| Partito Comunista Italiano                    | 257 129   | 25,26 | 5     |
| Movimento Sociale Italiano - Destra Nazionale | 99 741    | 9,80  | 2     |
| Partito Socialista Italiano                   | 90 058    | 8,85  | 1     |
| Partito Socialista Democratico Italiano       | 43 459    | 4,27  | 1     |
| Partito Repubblicano Italiano                 | 24 585    | 2,42  | –     |
| Partito Liberale Italiano                     | 17 054    | 1,68  | –     |
| Democrazia Proletaria                         | 13 096    | 1,29  | –     |
| Partito Radicale                              | 4 950     | 0,49  | –     |
| Totale                                        | 1 017 960 | 100   | 18    |

### Circoscrizione Bari-Foggia
| Liste                                         | Voti      | %     | Seggi |
| --------------------------------------------- | --------- | ----- | ----- |
| Democrazia Cristiana                          | 497 345   | 40,62 | 10    |
| Partito Comunista Italiano                    | 398 490   | 32,55 | 8     |
| Movimento Sociale Italiano - Destra Nazionale | 119 863   | 9,79  | 2     |
| Partito Socialista Italiano                   | 110 597   | 9,03  | 2     |
| Partito Socialista Democratico Italiano       | 41 317    | 3,37  | 1     |
| Partito Repubblicano Italiano                 | 22 352    | 1,83  | –     |
| Partito Liberale Italiano                     | 12 920    | 1,06  | –     |
| Democrazia Proletaria                         | 12 729    | 1,04  | –     |
| Partito Radicale                              | 8 781     | 0,72  | –     |
| Totale                                        | 1 224 394 | 100   | 23    |

### Circoscrizione Lecce-Brindisi-Taranto
| Liste                                         | Voti      | %     | Seggi |
| --------------------------------------------- | --------- | ----- | ----- |
| Democrazia Cristiana                          | 435 890   | 43,01 | 8     |
| Partito Comunista Italiano                    | 310 484   | 30,63 | 6     |
| Movimento Sociale Italiano - Destra Nazionale | 97 558    | 9,63  | 2     |
| Partito Socialista Italiano                   | 94 200    | 9,29  | 2     |
| Partito Socialista Democratico Italiano       | 28 049    | 2,77  | –     |
| Partito Repubblicano Italiano                 | 21 339    | 2,11  | –     |
| Democrazia Proletaria                         | 12 881    | 1,27  | –     |
| Partito Liberale Italiano                     | 6 410     | 0,63  | –     |
| Partito Radicale                              | 5 786     | 0,57  | –     |
| Nuovo Partito Popolare                        | 981       | 0,10  | –     |
| Totale                                        | 1 013 578 | 100   | 18    |

### Circoscrizione Potenza-Matera
| Liste                                         | Voti    | %     | Seggi |
| --------------------------------------------- | ------- | ----- | ----- |
| Democrazia Cristiana                          | 160 491 | 44,46 | 4     |
| Partito Comunista Italiano                    | 120 341 | 33,34 | 3     |
| Partito Socialista Italiano                   | 37 065  | 10,27 | 1     |
| Movimento Sociale Italiano - Destra Nazionale | 21 778  | 6,03  | –     |
| Partito Socialista Democratico Italiano       | 8 842   | 2,45  | –     |
| Democrazia Proletaria                         | 4 317   | 1,20  | –     |
| Partito Repubblicano Italiano                 | 3 367   | 0,93  | –     |
| Partito Liberale Italiano                     | 2 454   | 0,68  | –     |
| Partito Radicale                              | 1 572   | 0,44  | –     |
| Nuovo Partito Popolare                        | 728     | 0,20  | –     |
| Totale                                        | 360 955 | 100   | 8     |

### Circoscrizione Catanzaro-Cosenza-Reggio Calabria
| Liste                                         | Voti      | %     | Seggi |
| --------------------------------------------- | --------- | ----- | ----- |
| Democrazia Cristiana                          | 440 458   | 39,36 | 10    |
| Partito Comunista Italiano                    | 368 406   | 32,92 | 8     |
| Partito Socialista Italiano                   | 128 732   | 11,50 | 3     |
| Movimento Sociale Italiano - Destra Nazionale | 97 971    | 8,76  | 2     |
| Partito Socialista Democratico Italiano       | 29 889    | 2,67  | –     |
| Partito Repubblicano Italiano                 | 23 602    | 2,11  | –     |
| Democrazia Proletaria                         | 16 773    | 1,50  | –     |
| Partito Liberale Italiano                     | 7 652     | 0,68  | –     |
| Partito Radicale                              | 5 538     | 0,49  | –     |
| Totale                                        | 1 119 021 | 100   | 23    |

### Circoscrizione Catania-Messina-Siracusa-Ragusa-Enna
| Liste                                         | Voti      | %     | Seggi |
| --------------------------------------------- | --------- | ----- | ----- |
| Democrazia Cristiana                          | 612 595   | 41,20 | 12    |
| Partito Comunista Italiano                    | 410 588   | 27,62 | 8     |
| Movimento Sociale Italiano - Destra Nazionale | 189 080   | 12,72 | 4     |
| Partito Socialista Italiano                   | 124 241   | 8,36  | 2     |
| Partito Socialista Democratico Italiano       | 47 268    | 3,18  | 1     |
| Partito Repubblicano Italiano                 | 43 220    | 2,91  | 1     |
| Partito Liberale Italiano                     | 29 253    | 1,97  | 1     |
| Democrazia Proletaria                         | 15 553    | 1,05  | –     |
| Partito Radicale                              | 12 948    | 0,87  | –     |
| Nuovo Partito Popolare                        | 1 967     | 0,13  | –     |
| Totale                                        | 1 486 713 | 100   | 29    |

### Circoscrizione Palermo-Trapani-Agrigento-Caltanissetta
| Liste                                         | Voti      | %     | Seggi |
| --------------------------------------------- | --------- | ----- | ----- |
| Democrazia Cristiana                          | 580 189   | 43,37 | 12    |
| Partito Comunista Italiano                    | 366 743   | 27,41 | 7     |
| Partito Socialista Italiano                   | 130 116   | 9,73  | 2     |
| Movimento Sociale Italiano - Destra Nazionale | 122 691   | 9,17  | 2     |
| Partito Socialista Democratico Italiano       | 43 830    | 3,28  | 1     |
| Partito Repubblicano Italiano                 | 43 775    | 3,27  | 1     |
| Partito Liberale Italiano                     | 19 634    | 1,47  | –     |
| Democrazia Proletaria                         | 15 633    | 1,17  | –     |
| Partito Radicale                              | 12 790    | 0,96  | –     |
| Benessere e Civiltà                           | 1 299     | 0,10  | –     |
| Nuovo Partito Popolare                        | 1 113     | 0,08  | –     |
| Totale                                        | 1 337 813 | 100   | 25    |

### Circoscrizione Cagliari-Sassari-Nuoro-Oristano
| Liste                                         | Voti    | %     | Seggi |
| --------------------------------------------- | ------- | ----- | ----- |
| Democrazia Cristiana                          | 370 682 | 39,85 | 7     |
| Partito Comunista Italiano                    | 330 585 | 35,54 | 7     |
| Partito Socialista Italiano                   | 86 529  | 9,30  | 1     |
| Movimento Sociale Italiano - Destra Nazionale | 67 130  | 7,22  | 1     |
| Partito Socialista Democratico Italiano       | 23 959  | 2,58  | –     |
| Partito Repubblicano Italiano                 | 18 573  | 2,00  | –     |
| Democrazia Proletaria                         | 14 584  | 1,57  | –     |
| Partito Liberale Italiano                     | 10 294  | 1,11  | –     |
| Partito Radicale                              | 7 792   | 0,84  | –     |
| Totale                                        | 930 128 | 100   | 16    |

### Circoscrizione Valle d'Aosta
| Liste                                         | Voti   | %     | Seggi |
| --------------------------------------------- | ------ | ----- | ----- |
| PCI - PSI - PDUP                              | 26 748 | 35,53 | 1     |
| DC - RV - UV - UVP - PRI                      | 24 091 | 32,00 | –     |
| Democratici Popolari - UVP M Reg              | 20 234 | 26,87 | –     |
| Movimento Sociale Italiano - Destra Nazionale | 2 198  | 2,92  | –     |
| Partito Radicale                              | 2 020  | 2,68  | –     |
| Totale                                        | 75 291 | 100   | 1     |

### Circoscrizione Trieste
| Liste                                         | Voti    | %     | Seggi |
| --------------------------------------------- | ------- | ----- | ----- |
| Democrazia Cristiana                          | 82 615  | 36,43 | 2     |
| Partito Comunista Italiano                    | 65 007  | 28,66 | 1     |
| Movimento Sociale Italiano - Destra Nazionale | 23 064  | 10,17 | –     |
| Partito Socialista Italiano                   | 15 776  | 6,96  | –     |
| Partito Repubblicano Italiano                 | 10 357  | 4,57  | –     |
| Partito Socialista Democratico Italiano       | 7 025   | 3,10  | –     |
| Partito Radicale                              | 6 931   | 3,06  | –     |
| Unione Slovena                                | 4 750   | 2,09  | –     |
| Movimento per l'Indipendenza del TLT          | 4 540   | 2,00  | –     |
| Partito Liberale Italiano                     | 4 504   | 1,99  | –     |
| Democrazia Proletaria                         | 2 239   | 0,99  | –     |
| Totale                                        | 226 808 | 100   | 3     |